# 베트남의 철도
베트남의 철도는 베트남에서 운영하는 철도 노선, 시스템, 차량 등을 의미한다. 철도 인프라는 국가가 소유하고, 국영 회사인 베트남 철도(Đường sắt Việt Nam)가 이 철도를 독점적으로 운영하는 상하분리방식(上下分離方式)이 채택되었다. 이 회사는 철도, 통신, 교육, 기타 철도의 유지와 관련된 여러 개의 자회사도 보유하고 있다. 베트남 철도의 전체적인 상황은 열악한 면과 중간적인 면이 공존한다. 베트남 전쟁에 의하여 많은 철도가 파괴되었고, 그 이후의 경제적 곤궁에 의해 투자가 부족했으며, 철도 설비 자체도 노후화가 진행되었다가, 근년에 들어서서 근대화 공사가 추진되고 있다.

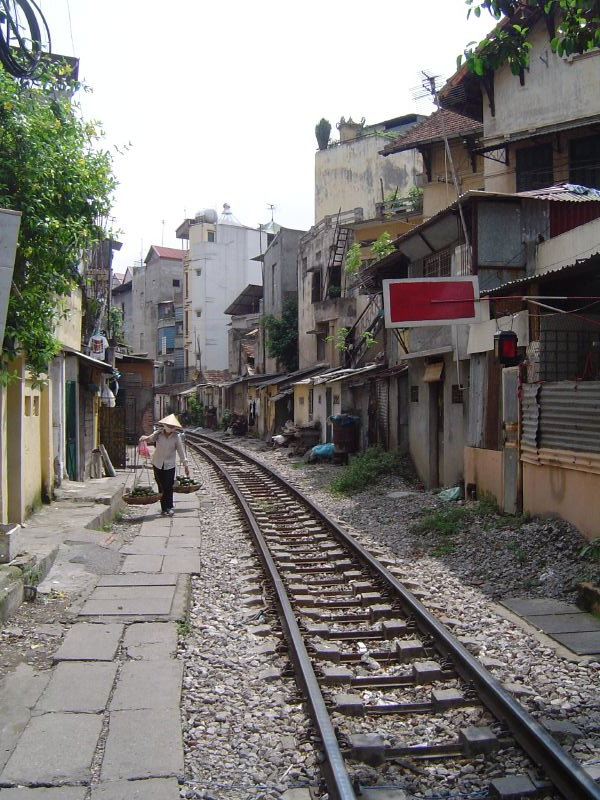
하노이 시내 노선

철도는 단선으로 총길이 2,600km(세계 63위)에 이르러, 철도 밀도는 79.6km/10,000km2이다. 이중 순수한 표준궤는 178km에 불과하고, 이중궤(二重軌)가 253km이며, 2,169km는 미터 궤간 선로이다(2014년). 표준궤와 이중궤는 주로 북부 지역에 존재한다. 베트남에 총 7개의 철도 노선이 있다. 이 중, 가장 길고 주된 노선은 사이공 역과 하노이 역을 연결하는 길이 1,726km,  미터 궤간의 단선 철도인 남북선이다. 그 외의 노선으로는 하노이-하이퐁 선(102km),  하노이-라오까이 선(296km), 하노이-동당 선(150km), 하노이-꽌찌에우 선(75km), 켑-할롱 선(106km), 그리고 켑-꽌찌우 선(55km)이 있다. 하노이-라오까이 선은 중국의 쿤밍까지 연결되는 노선으로 베트남 전쟁 때 중요한 역할을 하였다. 이 노선은 표준궤와 미터 궤간의 이중궤이다. 베트남의 열악한 도로 사정에도 불구하고, 철도는 국가 간선 교통망으로서 큰 기여를 하지 못하고 있다. 2007년에 철도의 수송 비율은 여객이 9%, 화물이 약 4%이고, 2020년에 각각 20%, 30%까지 끌어올리려는 계획이 있으나, 지형적인 요인으로 남북간의 수송은 해운과, 동서의 수송은 트럭·버스와 경합하는 경향이 있다. 철도에 의한 수송량은 16억8천만톤킬로 및 22억6천만명킬로이다. (1996년 국제연합에 의한 조사) 베트남을 일본과 비교해 볼 때, 국토면적과 인구의 규모는 각각 90%, 60%정도이나, 철도의 운영 길이는 10% 정도에 불과하다. 베트남의 전체 61개 성(省) 중에서 철도가 있는 것은 31개 성에 이른다.
베트남 철도에는 모두 278개의 역이 있는데(2005년), 주로 남북선에 위치하고 있다. 남북선의 여객 열차(통일 급행)는 총 30~40시간이 소요되고 있다. 베트남 해안을 따라 굽이치는데, 하이반 패스, 랑꼬 해변, 반 퐁 해안과 같은 아름다운 풍광을 즐길 수 있고 그 노선을 따라 후에, 호이안, 냐짱과 같은 휴양지들이 있어, 관광객의 교통 수요를 꽤 일으키는데도 불구하고 느린 속도로 인해 관광객들은 거의 이용하지 않는다. 이 노선은 프랑스와 싸운 인도차이나 전쟁과 이어진 월남·미국 등과의 베트남 전쟁으로 크게 파괴되었다. 특히 베트남 남부의 피해가 커서 마비상태에 빠져 있었으나 통일 후인 1976년에는 30년 만에 개통하였다. 베트남 전쟁 중, 북베트남 최대항구인 하이퐁과 수도 하노이를 연결하는 철도는 큰 역할을 하였다. 일본-베트남의 합작 평가단은 철도 인프라의 열악한 상태가 철도 사고의 주요 원인이라고 지적하고 있다. 그러한 사고의 일반적인 형태는 철도 차량과 자동차나 사람과의 - 특히, 건널목에서의 - 충돌 사고이다. 철도 차량이 속도를 줄이지 못해서 일어나는 탈선도 사고의 주요 원인으로 제시되고 있다.
중국과 베트남을 잇는 철도 노선은 2개가 있다. 서쪽으로는 윈난의 쿤밍에서 하이퐁에 이르는 노선이 있고, 동쪽으로는 난닝과 하노이를 잇는 노선이 있다. 쿤밍에서 베트남 국경에 이르는 노선은 중국에서 유일한 미터 궤간인데, 표준궤로의 변환이 진행되고 있다. 또한 현재 고객 수송은 중단되어 있는 상태이다. 홍수와 산사태는 이 구간의 운행이 지연되는 주된 원인이었지만, 2002년까지만 해도 국경을 넘을 수 있었으나, 홍수와 산사태로 인하여 중국 측 노선이 심각하게 손상을 입은 상태이다.베트남과 이웃한 라오스 · 캄보디아와는 철로로 연결되어 있지 않다. 다만 2009년, 한 중국 회사가 베트남의 록린과 캄보디아 Bat Doeng을 잇는 길이 255km의 철도 부설의 타당성 조사를 개시하였다.

## 역사
프랑스는 프랑스의 로마 가톨릭 선교사들에 대한 베트남의 박해에 응징하고 베트남의 응우옌 왕조에게 프랑스군의 주둔을 강요하고자 1858년부터 베트남을 무력으로 점령하고, 자기의 식민지로 삼았다. 1850년대부터 1880년대까지 프랑스군은 남키의 다낭·비엔호아·쟈딘·딘뜨엉(Định Tường, 定祥)등의 땅을 침략하여 점령한 후,  침략을 연장하여 통킹의 하노이·하이즈엉·남딘 등의 땅까지 세력을 뻗었다. 게다가, 응우옌 왕조로 하여금 국토를 할양하고 배상금을 지불하도록 하는 사이공 조약의 체결을 강요하였다. 이 때 프랑스가 얻은 토지는 프랑스령 인도차이나의 일부를 이루게 된다. 베트남의 철도는 라오스·캄보디아의 철도와 함께 프랑스령 인도차이나 시대에 다수가 개통하였다.  그 시초가 되는 것은 청나라 남부에서 당시 프랑스의 영향력이 강했던 쿤밍부터 하노이까지를 잇는 철도로, 그 중 현재의 베트남령에 해당하는 부분은 1905년에, 전구간은 1910년에 개통하였다. 궤간은 산악 지대의 철도라는 사정도 있었으므로, 신속한 공사가 가능한 미터 궤간이 사용되어, 이후의 베트남의 철도도 많은 경우에 이 궤간으로 건설되게 되었다. 그 후, 하노이 - 사이공 간을 잇는 남북선이 1935년에 완전 개통되는 등 건설이 진행되다가, 이후에는 독립전쟁이 되는 제1차 인도차이나 전쟁, 이에 따른 남북 분단, 그리고 베트남 전쟁 등에 의하여 많은 시설이 파괴되었다. 그 후, 남북선은 1976년에 운행을 재개하였다. 한편, 중국과의 국제열차도 계속 운행되어, 한때는 소련의 모스크바로부터 차량이 직결로 운행되기도 하였으나, 1979년의 중국-베트남 전쟁으로 운행이 중단되었다가, 1996년에 재개되었다.

## 같이 보기
- 베트남의 교통
- 호찌민 지하철
- 베트남 철도